# 普拉德纳德亚蒂恩萨
普拉德纳德亚蒂恩萨，是西班牙卡斯蒂利亚-拉曼恰瓜达拉哈拉省的一个市镇。总面积29平方公里，总人口53人（2001年），人口密度2人/平方公里。